# Jan Svoboda (basketbalista)
Jan Svoboda (* 3. května 1969 Oslavany) je bývalý český basketbalista Národní basketbalové ligy, hrál za týmy Zbrojovka Brno a její následovníky Bioveta, Stavex, BVV, A+ Brno a BK Prostějov. Hrál na pozici pivota. Je vysoký 204 cm, váží 111 kg.

## Život
Vystudoval Pedagogickou fakultu Masarykovy univerzity a získal trenérskou licenci. Po konci sportovní kariéry se začal živit rozvozem hamburgerů.

## Úspěchy
- 3 x 1. místo Liga ČSSR (1987, 1988, 1990)
- 3 x 1. místo Liga ČR (1994, 1995, 1996)
- 1 x 2. místo Liga ČR (2007)
- 3 x 3. místo Liga ČR (1993, 2000, 2004)
- 1 x 3. místo Místroství Evropy Juniorů (1988).
- 3 x Nejlepší basketbalista ČR (1992, 1994, 1996).

## Kariéra
- 1985–2006: Zbrojovka Brno, Sokol Brno I., Bioveta COOP Banka Brno, Stavex Brno, BC BVV Brno, A+ Brno
- 2006–2007: BK Prostějov

## Statistiky
| Sezóna   | Soutěž      | Odehrané minuty | Průměr na zápas | Body | Průměr na zápas |
| -------- | ----------- | --------------- | --------------- | ---- | --------------- |
| 1998/99  | Mattoni NBL | 674,0           | 29,3            | 379  | 16,5            |
| 1999/00  | Mattoni NBL | 1275,3          | 35,4            | 685  | 19,0            |
| 2000/01  | Mattoni NBL | 1256,7          | 32,2            | 741  | 19,0            |
| 2001/02  | Mattoni NBL | 1022,8          | 31,0            | 580  | 17,6            |
| 2002/03  | Mattoni NBL | 1324,6          | 33,1            | 714  | 17,9            |
| 2003/04  | Mattoni NBL | 1229,2          | 30,0            | 593  | 14,5            |
| 2003/04  | Český pohár | 25,8            | 25,8            | 7    | 7,0             |
| 2004/05  | Mattoni NBL | 1183,4          | 30,3            | 597  | 15,3            |
| 2004/05  | Český pohár | 19,4            | 19,4            | 2    | 2,0             |
| 2005/06  | Mattoni NBL | 209,9           | 15,0            | 101  | 7,2             |
| 2006/07* | Mattoni NBL | 126,1           | 18,0            | 52   | 7,4             |

 * údaje k 20. 1. 2007